# Erstaunliche Grace
Erstaunliche Grace (englischer Originaltitel Amazing Grace) ist ein Bilderbuch der britischen Autorin Mary Hoffman, das 1991 mit Illustrationen von Caroline Binch beim Verlag Frances Lincoln veröffentlicht wurde. Die deutsche Erstausgabe erschien 1993 beim Alibaba Verlag.

## Inhalt
Die kleine dunkelhäutige Grace liebt Geschichten über alles, vor allem jene, die ihr ihre Großmutter erzählt oder vorliest. Sie mag diese Erzählungen so sehr, dass sie alle Figuren nachspielt: Mit viel Fantasie und kleinen Verkleidungen wird sie zur Jeanne d’Arc, zu Mogli im Dschungel, zu einem Piraten, zu Hiawatha oder sie versteckt sich im Trojanischen Pferd. Als ihre Lehrerin ankündigt, dass die Klasse das Theaterstück Peter Pan aufführen wird, ist Grace überzeugt, einen wunderbaren Peter Pan abzugeben. Doch ihre Mitschüler behaupten, dass sie die Rolle nicht spielen könne, weil Peter Pan erstens ein Junge und zweitens nicht dunkelhäutig sei. Traurig geht Grace nach Hause. Ihre Mutter und Großmutter ermutigen sie, die Rolle des Peter Pan einzustudieren, denn im Kopf und in der Fantasie gebe es keine Grenzen. Als die Kinder in der Schule dann vorsprechen, ist Grace bei weitem der beste Peter Pan. Als das Stück schließlich aufgeführt wird, spielt Grace die Rolle des Peter Pan ausgezeichnet und nach der Vorstellung fühlt sie sich, als könnte sie ‚den ganzen Weg nach Hause fliegen‘. Und ihre Großmutter antwortet ihr, dass man vieles erreichen könne, wenn man nur fest genug daran glaube.

## Rezeption
Geraldine Brennan schreibt in ihrer Buchrezension: „Die kleine Grace nimmt die Lebensweisheiten ihrer Großmutter in sich auf, wie auch die unzähligen Geschichten, die ihre ‚Nana‘ erzählt, und erkennt, dass sie einiges davon in die Welt tragen möchte – und dass sie nicht zulassen will, dass etwas oder jemand sie daran hindert. […] Erstaunliche Grace bietet einen Anlass, um mit Kindern über Rasse, Geschlecht und Selbstbewusstsein zu sprechen, über Unterschiede und Chancengleichheit.“ Anna DeWind schreibt im School Library Journal: „Wunderschöne Aquarell-Illustrationen, die ein entschlossenes, talentiertes Kind und seine warmherzige Familie zeigen, ergänzen einen hervorragenden Text und eine positive Botschaft der Selbstbestätigung. Grace ist ein erstaunliches Mädchen und dies ist ein erstaunliches Buch.“ Roger Sutton schreibt anlässlich einer Neuauflage des Buchs im Horn Book Magazine: „In der fünfundzwanzigjährigen Jubiläumsausgabe eines modernen Klassikers, die mit einem sonnigen rosa-gelben Cover aufgepeppt wurde, stellt sich die erstaunliche Grace nicht mehr als Hiawatha vor, eine Seite im Originalbuch, die Kritiker als kulturelle Aneignung im Dienste des Rassenstolzes bezeichnet hatten. Dass die Bilder von Grace, die Kiplings Mogli nacheifert und sich ein Bein zusammenbindet, um einen Piraten mit Holzbein zu spielen, geblieben sind, zeigt nur, wie kompliziert die Debatte über Vielfalt sein kann.“

## Referenzen
Erstaunliche Grace ist in dem literarischen Nachschlagewerk 1001 Kinder- und Jugendbücher – Lies uns, bevor Du erwachsen bist! für die Altersstufe 3+ Jahre enthalten.

## Ausgaben
- Amazing Grace. Frances Lincoln, UK 1991 (englisch).
- Erstaunliche Grace. Alibaba Verlag, 1993.